# Primus Classic Impanis-Van Petegem 2016
La Primus Classic Impanis-Van Petegem 2016, sesta edizione della corsa e prima con questa denominazione, valida come evento classe 1.HC dell'UCI Europe Tour 2016, si svolse il 17 settembre 2016 su un percorso di 200,4 km. Fu vinta dal colombiano Fernando Gaviria, che terminò la gara in 4h 37' 20" alla media di 43,36 km/h, precedendo il belga Timothy Dupont e l'argentino Maximiliano Richeze.
Dei 160 ciclisti alla partenza 124 completarono la competizione.

## Squadre partecipanti
| N.      | Cod. | Squadra                     |
| ------- | ---- | --------------------------- |
| 1-8     | BMC  | BMC Racing Team             |
| 11-18   | LTS  | Lotto-Soudal                |
| 21-28   | EQS  | Etixx-Quick Step            |
| 31-38   | OBE  | Orica-BikeExchange          |
| 41-48   | KAT  | Team Katusha                |
| 51-58   | TLJ  | Team Lotto NL-Jumbo         |
| 61-68   | DEN  | Direct Énergie              |
| 71-78   | FVC  | Fortuneo-Vital Concept      |
| 81-88   | ROP  | Roompot Oranje Peloton      |
| 91-98   | SSG  | Stölting Service Group      |
| 101-108 | TSV  | Topsport Vlaanderen-Baloise |

| N.      | Cod. | Squadra                          |
| ------- | ---- | -------------------------------- |
| 111-118 | WGG  | Wanty-Groupe Gobert              |
| 121-128 | STH  | Wilier Triestina-Southeast       |
| 131-138 | DMP  | Delko-Marseille Provence-KTM     |
| 141-146 | ROT  | Team Roth                        |
| 151-158 | CCB  | Color Code-Arden Beef            |
| 161-168 | CRV  | Crelan-Vastgoedservice           |
| 171-178 | VER  | Veranclassic-Ago                 |
| 181-188 | WIL  | Veranda's Willems Cycling Team   |
| 191-198 | WBC  | Wallonie Bruxelles-Group Protect |
| 201-207 | ONE  | ONE Pro Cycling                  |

## Ordine d'arrivo (Top 10)
| Pos. | Corridore                 | Squadra      | Tempo    |
| ---- | ------------------------- | ------------ | -------- |
| 1    | Fernando Gaviria          | Etixx        | 4h37'20" |
| 2    | Timothy Dupont            | Veranda's    | s.t.     |
| 3    | Maximiliano Richeze       | Etixx        | s.t.     |
| 4    | Tom Van Asbroeck          | Lotto-Jumbo  | s.t.     |
| 5    | Magnus Cort               | Orica-BikeE. | s.t.     |
| 6    | Alexander Porsev          | Team Katusha | s.t.     |
| 7    | Kevyn Ista                | Wallonie     | s.t.     |
| 8    | Robin Stenuit             | Wanty-Gobert | s.t.     |
| 9    | Michael Carbel Svendgaard | Stölting     | s.t.     |
| 10   | Marco Haller              | Team Katusha | s.t.     |